# Česká církevní provincie

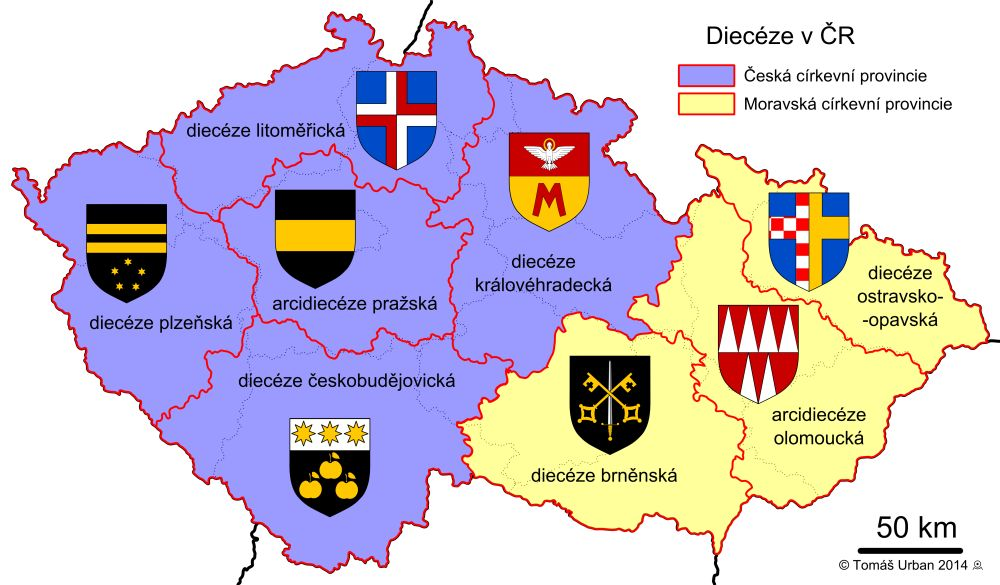
Česká církevní provincie (modře) a moravská církevní provincie (žlutě)

Česká církevní provincie je jedna ze dvou církevních provincií římskokatolické církve na území České republiky, druhou je moravská církevní provincie. Jako metropolita stojí v čele provincie arcibiskup pražský s titulem primas český.
Česká provincie, zahrnující především Čechy a okrajově zasahující i na Moravu, se skládá z těchto diecézí:
- arcidiecéze pražská (diecéze založena 973, arcidiecézí od roku 1344)
- diecéze litoměřická (založena 1655)
- diecéze královéhradecká (založena 1664)
- diecéze českobudějovická (založena 1785)
- diecéze plzeňská (založena 1993)

Historicky byla součástí též diecéze litomyšlská (založena 1344), která fakticky zanikla za husitských válek a právně byla zrušena v polovině 16. století. Od roku 1973 se používá jako titulární diecéze.

## Historie a vývoj
Pražská diecéze byla povýšena na arcidiecézi 30. dubna 1344 papežem Klementem VI., což je faktickým datem vzniku české církevní provincie. Současně byla ustanovena diecéze litomyšlská, ta však zanikla za husitských válek.
Zřizování nových diecézí bylo spjato s katolickou reformací neboli protireformací. Litoměřická diecéze funguje od roku 1655, královéhradecká diecéze byla založena roku 1664. Českobudějovická diecéze pak byla založena v roce 1785.
Dnešní Česká církevní provincie tradičně odpovídá zhruba poslednímu vymezení historické země Čechy, třebaže po roce 1948 v Československu bylo zemské uspořádání státu zrušeno a Česká republika nemá a nikdy neměla správní jednotky uspořádané podle historických zemí.
Z území, která si Československo připojilo zákonem č. 450/1920 Sb. k 31. červenci 1920, připadlo Vitorazsko do Čech a Valticko s Dyjským trojúhelníkem k Moravě. Obdobně začlenila tato území i církev, avšak až apoštolskou konstitucí z 2. září 1937.
V Československu za první republiky sídlily dvě církevní provincie, česká v Praze a moravská v Olomouci, na Slovensku samostatná církevní provincie až do roku 1977 neexistovala. Prvorepubliková vláda usilovala o to, aby se hranice církevních provincií přizpůsobily státním hranicím (části území Československa spadaly do působnosti polských a maďarských biskupů). K dohodě však nedošlo a mnichovská krize pak dořešení zabránila. Za Protektorátu Čechy a Morava se i církevní správa přizpůsobila připojení Sudet ke Třetí říši, formálně však hranice diecézí a provincií změněny nebyly.
Období komunistického Československa pak bylo charakterizované zejména tím, že činnost biskupství byla paralyzována a infiltrována lidmi spjatými s komunistickým režimem, většina biskupských stolců však byla neobsazena. Za Pražského jara 1968, kdy došlo k částečné obnově církevního života, Vatikán zpočátku váhal a s návrhem na zřízení slovenské církevní provincie s arcibiskupstvím v Bratislavě a převedení některých území z působnosti polských biskupů pod české a moravské diecéze tak přišel až po sovětské okupaci, na podzim 1968. Československá strana a vláda dlouho odolávaly snahám státního církevního sekretariátu o zahájení jednání, v březnu 1969 byro ÚV KSČ na přípravu jednání přistoupilo, ale již v dubnu 1969 rozhodlo o zastavení příprav. K jednáním došlo v roce 1972, Vatikán však vyžadoval v rámci změn hranic provincií zřízení nové provincie a zvýšení počtu biskupů (ve hře bylo zřízení nových diecézí v západních Čechách a na severní Moravě), na což stát nepřistoupil, pokud Vatikán nezakročí proti tajně působícím biskupům a katolickým emigrantům. Delegace se pak v červenci 1976 dohodly na zřízení nové slovenské církevní provincie se sídlem v Trnavě a na úpravě hranic diecézí podle státních hranic Československa (v případě české církevní provincie šlo především o území Kladska, které bylo převedeno pod polskou církevní správu). Jednání byla završena v září 1977, předsednictvo ÚV KSČ dohodu schválilo v říjnu 1977 a příslušná papežská bula byla publikována k 30. prosinci 1977.
Ke zřízení nové české plzeňské diecéze a moravsko-slezské ostravsko-opavské, o něž Vatikán usiloval už koncem 60. let, došlo až v květnu 1993 (vyčlenění plzeňské z pražské, českobudějovické a litoměřické) a v květnu 1996 (vyčlenění ostravsko-opavské z olomoucké).
Po 2. vatikánském koncilu se výrazně snížil význam rozdělení diecézí do církevních provincií v čele s metropolitním arcibiskupem. Faktickým nástrojem koordinace činnosti biskupů i vztahů církve jako celku je především Česká biskupská konference, která zahrnuje české i moravské římskokatolické i řeckokatolické biskupy.

## Územní vymezení
Území provincie je dáno výčtem diecézí. Do české církevní provincie patří ty diecéze v České republice, které převážnou částí spadají do historické země Čechy. Hranice české a moravské církevní provincie se poněkud odchylují od historických zemských hranic Čech a Moravy.